# Lil Gator Game
Lil Gator Game — компьютерная игра в жанре платформера, разработанная студией MegaWobble и выпущенная Playtonic Friends в 2022 году на Windows, MacOS Nintendo Switch, Xbox One, Xbox Series X/S, Xbox Cloud Gaming, Playstation 4 и Playstation 5

## Игровой процесс
Lil Gator Game — приключенческая игра с элементами платформера. В игре есть система крафта предметов, мини-игры и возможность сражаться с помощью импровизированного оружия.

## Разработка и выход
Lil Gator Game была анонсирована 21 сентября 2021 года. Датой выхода игры была объявлена 21 ноября 2022 года. Игра вышла 14 декабря 2022 на Windows и Nintendo Switch.
10 октября 2023 года игра вышла на Xbox One, Xbox Series X/S, Xbox Cloud Gaming, Playstation 4 и Playstation 5
15 января 2025 года было анонсировано дополнение к игре, названное Lil Gator Game: In The Dark.

## Отзывы критиков
| Сводный рейтинг    | Сводный рейтинг |
| Агрегатор          | Оценка          |
| ------------------ | --------------- |
| Metacritic         | 84/100 (Switch) |
| OpenCritic         | 83/100          |
| Иноязычные издания |                 |
| Издание            | Оценка          |
| Destructoid        | 9/10            |
| Nintendo Life      | [ 10 ]          |

Lil Gator Game получила в основном положительные отзывы, средний балл на агрегатору рецензий Metacritic составляет 84 из 100.